# Bite the Bullet
Bite the Bullet é um filme estadunidense de 1975, do gênero western, dirigido por Richard Brooks.
O filme mostra os maus-tratos de animais num faroeste, com cenas de cavalos agonizantes e mortos permeando a narrativa. Baseado num evento verdadeiro, uma corrida de cavalos no interior dos Estados Unidos no início do século XX, o filme teve locações no Novo México e Nevada.

## Sinopse
Em 1906, o vaqueiro Sam Clayton leva uma égua até uma estação de trem no Colorado, mas no caminho se atrasa e se desencontra de seu patrão, ao salvar um potro que estava perdido. A égua pertence ao dono de um grande jornal de Denver e irá participar de uma corrida de cavalos de 700 milhas (cerca de 1.100 quilômetros) pelo interior, patrocinada por ele. O atraso faz com que Sam seja despedido. Sem nada para fazer, ele resolve se inscrever na corrida. Os outros concorrentes são: seu amigo pistoleiro e jogador Luke Matthews, com quem lutara em Cuba, na guerra contra os Espanhóis; uma prostituta que quer ajudar o marido preso;um esportista inglês; um cavaleiro mexicano com uma terrível dor-de-dente; um velho vaqueiro que chamam de "Mister" e um jovem vaqueiro de má índole e falastrão.
O percurso exige a travessia em rios, montanhas e desertos, com os participantes correndo todo tipo de perigos.

## Elenco
- Gene Hackman .... Sam Clayton
- James Coburn .... Luke Matthews
- Candice Bergen .... Miss Jones
- Ben Johnson .... Mister
- Ian Bannen .... Sir Harry Norfolk
- Jan-Michael Vincent .... Carbo
- Mario Arteaga .... mexicano
- Dabney Coleman .... Jack Parker

## Principais prêmios e indicações
O filme foi indicado ao Oscar por melhor mixagem de som (Arthur Piantadosi, Les Fresholtz, Richard Tyler e Al Overton Jr.) e melhor canção original (Alex North).